# Невил Франсис Мот
Невил Франсис Мот (на английски: Nevill Francis Mott) е британски физик, носител на Нобелова награда за физика за 1977 г., заедно с Филип Андерсън и Джон ван Флек, за изследвания, независимо един от друг, на електричната структура на материята и неподредените системи.

## Биография
Роден е на 30 септември 1905 година в Лийдс, Великобритания. Завършва математика и теоретична физика в колежа Сейнт Джон на Кеймбриджкия университет. Работи в Копенхаген с Нилс Бор, в Гьотинген с Макс Борн, в Манчестър с Уилям Лорънс Браг, след което се завръща в Кеймбридж. По-късно работи в Бристолския университет, след което отново се връща в Кеймбридж.
Един от основните му научни приноси е теоретичното обяснение за взаимодействието между светлината и фотографските плаки, както и откриването на фазови преходи от метална към неметална фаза на определени химични съединения.
От 1936 е член на Британското кралско научно дружество.
Умира на 8 август 1996 година в Милтън Кайнс на 90-годишна възраст.